# Clidemia killipii
Clidemia killipii är en tvåhjärtbladig växtart som beskrevs av Henry Allan Gleason. Clidemia killipii ingår i släktet Clidemia och familjen Melastomataceae. Inga underarter finns listade i Catalogue of Life.